# Hiawatha (Utah)
Hiawatha era una ciudad minera del condado de Carbon, estado de Utah, Estados Unidos. Era una próspera ciudad minera con una población de alrededor de 1.500 habitantes en los años 1940. El carbón fue descubierto allí en 1909, se construyó una mina, también un ferrocarril, y la ciudad fue incorporada en 1911. Después de los años 1950 la producción comenzó a caer y la gente se fue marchando. La población cayó de los 439 habitantes de 1960 a 43 en 1990. La ciudad fue desincorporada el 20 de noviembre de 1992. Ahora es una ciudad fantasma.
- Datos: Q3708949
- Multimedia: Hiawatha, Utah / Q3708949